# Midnight Museum
Midnight Museum (tiếng Thái: พิพิธภัณฑ์รัตติกาล; RTGS: Phi Phit Phan Ratti Kan; tạm dịch: Bảo tàng Nửa Đêm) là một bộ phim truyền hình Thái Lan phát sóng năm 2023 với sự tham gia của Thanapob Leeratanakajorn (Tor) và Atthaphan Phunsawat (Gun).
Bộ phim được đạo diễn bởi Attaporn Teemarkorn và sản xuất bởi GMMTV cùng với Anda99. Đây là một trong 19 dự án phim truyền hình cho năm 2023 được GMMTV giới thiệu trong sự kiện "GMMTV 2023 Diversely Yours," vào ngày 22 tháng 11 năm 2022. Bộ phim được phát sóng vào lúc 20:30 (ICT), thứ Hai và thứ Ba trên GMM 25 và có mặt trên nền tảng trực tuyến Viu vào 22:30 (ICT) cùng ngày, bắt đầu từ ngày 6 tháng 3 năm 2023. Bộ phim kết thúc vào ngày 4 tháng 4 năm 2023.

## Diễn viên

### Diễn viên chính
- Thanapob Leeratanakajorn (Tor) vai Khatha
- Atthaphan Phunsawat (Gun) vai Dome

### Diễn viên phụ
- Apinya Sakuljaroensuk (Saiparn) vai Anthika
- Patara Eksangkul (Foei) vai Triphob
- Tipnaree Weerawatnodom (Namtan) vai June
- Phatchatorn Thanawat (Ployphach) vai Bam

### Khách mời
- Thanaboon Kiatniran (Aou) vai Jib (Tập 1, 2, 3, 4)
- Thanat Lowkhunsombat (Lee) vai hồn ma (Tập 1)
- Chayakorn Jutamas (JJ) vai Boss (Tập 1, 2)
- Chayapol Jutamas (AJ) vai Petch (Tập 1, 2)
- Chinnarat Siriphongchawalit (Mike) (Tập 2)
- Thanawin Pholcharoenrat (Winny) vai It (Tập 2)
- Chayanit Chansangavej (Pat) vai Rin (Tập 3)
- Way-ar Sangngern (Joss) vai Zen (Tập 3)
- Vachirawit Chiva-aree (Bright) vai Moth (Tập 3)
- Thanathat Tanjararak (Indy) vai Jay (Tập 4)
- Bhobdhama Hansa (Java) vai Auto (Tập 4)
- Pawin Kulkaranyawich vai Game (Tập 4)
- Tharatorn Jantharaworakarn (Boom) vai Dome (trước đây) (Tập 4)
- Yongwaree Anilbol (Fah) vai Ing (Tập 5)
- Tontawan Tantivejakul (Tu) vai Bee (Tập 5, 9)
- Pimthong Washirakom (Dao) vai Nisa (Tập 5)
- Worranit Thawornwong (Mook) vai Ratchanee (Tập 5)
- Nophand Boonyai (On) vai Kong (Tập 5)
- Korapat Kirdpan (Nanon) vai Ton (Tập 5, 6, 7, 10)
- Benyapa Jeenprasom (View) vai Anne (Tập 6)
- Tawan Vihokratana (Tay) vai Boon (Tập 7, 9, 10)
- Sivakorn Lertchuchot (Guy) vai Quan lại (Tập 7)
- Panachai Sriariyarungruang (Junior) vai Tum (Tập 8, 9, 10)
- Jiruntanin Trairattanayon (Mark) vai Phone (Tập 8, 10)